# Jarczów

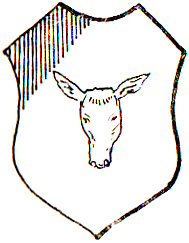
Dawny herb miasta Jarczów

Jarczów – wieś w Polsce położona w województwie lubelskim, w powiecie tomaszowskim, w gminie Jarczów, na obszarze Równiny Bełskiej.
Jarczów uzyskał lokację miejską w 1755 roku, zdegradowany w 1869 roku.
W latach 1954–1972 wieś należała i była siedzibą władz gromady Jarczów. W latach 1975–1998 miejscowość administracyjnie należała do województwa zamojskiego.
Wieś dzieli się na osiedla: Kolonia I, Kolonia II, Zaolzie, Zawady, Centrum.
Miejscowość jest sołectwem, siedzibą gminy Jarczów. Według Narodowego Spisu Powszechnego z roku 2011 wieś liczyła 374 mieszkańców.
Wieś jest siedzibą rzymskokatolickiej parafii św. Stanisława.

## Zabytki
- drewniany kościół pw. św. Mikołaja

- kopiec Józefa Piłsudskiego

Do czasów II wojny światowej w Jarczowie znajdowała się murowana synagoga (została zniszczona przez Niemców).

## Historia
Pierwsze wzmianki o istnieniu Jarczowa (Konwicy) pochodzą z 1487 r. W 1569 r. współwłaścicielem wsi był Andrzej Jarczowski. Jarczów znajdował się w posiadaniu rodziny Jarczowskich, od których pochodzi nazwa wsi, do połowy XVIII w. Wtedy nowym właścicielem osady został Maurycy Józef Kurdwanowski – rotmistrz królewski i starosta baranowski oraz bruśniowski. Z jego inicjatywy Jarczów uzyskał w 1755 r. prawa miejskie. W Archiwum Akt Dawnych w Warszawie zachował się pierwszy herb Jarczowa – na czerwonym tle umieszczono miarę zbożową, nad nią białą rękę z żółtym strychulcem, a u dołu szuflę. Jan Górak zamieszcza inną wersję herbu – z głową osła.
Miasteczko powstało na gruntach wsi Korhynie.
W 1772 r. Jarczów znalazł się w zaborze austriackim, w 1809 r. w Księstwie Warszawskim, a od 1815 r. wszedł w skład Królestwa Polskiego.
W 1841 r. wielki pożar zniszczył miasto. W 1846 r. właścicielem Jarczowa został hrabia O’Donnel, który na stałe przebywał w Wiedniu. Jego plenipotentem był hrabia Łoś. Po 1850 r. właścicielami miasta zostali Makomascy.
Podczas powstania styczniowego, w nocy z 24 na 25 października 1863 r., w Jarczowie doszło do zaciętej walki pomiędzy oddziałem konnym powstańców pod dowództwem majora Czyżewicza a Kozakami. Oddziały kozackie poniosły w tej walce klęskę.
13 stycznia 1870 r. pozbawiono Jarczów praw miejskich. Mimo to w Jarczowie w dalszym ciągu istniała kancelaria gminna.
Po I wojnie światowej w osadzie powstała jednoklasowa szkoła polska. Początkowo znajdowała się w budynku prywatnym i uczył w niej tylko jeden nauczyciel – Kazimierz Chmielowski. Dzięki staraniom Kazimierza Ligowskiego w okresie międzywojennym w Jarczowie wybudowany został nowy budynek szkoły, budynek urzędu gminy oraz młyn. Był to okres ożywienia gospodarczego miejscowości. Przed II wojną światową w Jarczowie zamieszkiwała w większości ludność żydowska i ukraińska, a rodzin polskich było niewiele.
Po wybuchu II wojny światowej, 23 września 1939 r., pod Jarczowem trwały zacięte walki polsko-niemieckie. W dniach 22–24 maja 1941 r. hitlerowcy rozstrzelali 13 mieszkańców Jarczowa. Wieś została wyzwolona spod okupacji niemieckiej 21 lipca 1944 r.
W Jarczowie znajdowała się drewniana cerkiew z początku XVII wieku. Początkowo była to cerkiew unicka, od około 1870 roku prawosławna. W 1910 roku została odnowiona. Wokół cerkwi chowano zmarłych. W roku 1921 cerkiew zamieniono na kościół.